# داي ويلكينز
داي ويلكينز (بالإنجليزية: Dai Wilkins) هو لاعب بولينغ بريطاني، ولد في 22 يوليو 1942.